# Francisco Enrique Pacheco
Francisco Enrique Pacheco (Concepción, Tucumán, 28 de febrero de 1965) es un exfutbolista argentino que jugaba como defensor.

## Trayectoria

### Concepción
Pacheco debutó en Concepción, a sus 16 años, en 1981. En 1986 disputó la Liguilla Pre-Libertadores con el cuervo. Jugó en el equipo del sur tucumano hasta 1988.

### Atlético Tucumán
En el 1988 viajó a la capital tucumana y se sumó a Atlético Tucumán. Vistió la camiseta del decano hasta el año 1994.

### Los Andes
Para la temporada 1994/95 pasó a Los Andes. En el mil rayitas tuvo un corto paso.

### Central Córdoba
En 1995 volvió al Noroeste Argentino, para Central Córdoba.

### The Strongest
Tuvo su primera experiencia en el extranjero, cuando se mudó a Bolivia y se unió a The Strongest.

### Deportivo Municipal
Pasó a Deportivo Municipal, el que fue su último club en el fútbol boliviano.

### San Martín de Burzaco
En 1998 volvió a Argentina y se sumó a San Martín de Burzaco. En el equipo de Buenos Aires se retiró del fútbol.

## Clubes
| Club                  | País      |
| --------------------- | --------- |
| Concepción            | Argentina |
| Atlético Tucumán      | Argentina |
| Los Andes             | Argentina |
| Central Córdoba       | Argentina |
| The Strongest         | Bolivia   |
| Deportivo Municipal   | Bolivia   |
| San Martín de Burzaco | Argentina |